# Patrick Poivre d'Arvor
Pour les autres membres de la famille, voir Famille Poivre d'Arvor.
Patrick Poivre , dit Patrick Poivre d’Arvor et souvent désigné par les initiales PPDA, est un présentateur de télévision et de radio, journaliste et écrivain français, né le 20 septembre 1947 à Reims (Marne).
Il diversifie ses missions initiales à la radio en étant tour à tour reporter, présentateur de journal ou de la revue de presse, animateur, éditorialiste et polémiste.
À la télévision, il est le présentateur-vedette du Journal de 20 heures d'Antenne 2 de 1976 à 1983, puis du Journal de 20 heures de TF1 de 1987 à 2008. Il inspire la création, en 1988, du personnage de PPD, la marionnette centrale de l'émission de Canal+ Les Guignols de l'info.
Durant sa carrière, il publie une soixantaine d'ouvrages, dont une vingtaine de romans. Il en coécrit certains, notamment avec son jeune frère Olivier Poivre d'Arvor.
À partir de 2021, une série de témoignages médiatiques et de dépôts de plaintes l'accusant d'agressions sexuelles et de viols pendant des décennies en ayant usé de son autorité, provoque l'affaire PPDA, qui conduit à son retrait de la chaîne France 5. Au total, un collectif de quatre-vingt-dix femmes témoignent contre lui, soit devant la presse, soit devant la justice. Parmi elles, quarante-cinq femmes portent plainte, dont la moitié pour viol, avec deux mineures concernées au moment des faits allégués. Les témoignages se multiplient après que les premières ont été classées sans suite, notamment pour prescription, et que Patrick Poivre d'Arvor a porté plainte à son tour pour dénonciation calomnieuse. En 2022, la justice annule les effets des classements sans suite, en invoquant la sérialité des faits. En 2023, il est mis en examen pour la première fois. En 2024, il est visé par cinq nouvelles informations judiciaires pour viols et viols aggravés. En octobre 2024 enfin, le journal Le Monde révèle que Caroline Merlet a porté plainte pour viol contre lui dès 2005, mettant plus à mal encore « la défense du présentateur et la communication du groupe TF1 », pointant le « dysfonctionnement de la chaîne judiciaire dans l’appréhension de la « sérialité » du viol ».

## Biographie

### Jeunesse, études et premiers engagements politiques
Patrick Jean Marcel Poivre naît au domicile parental, 22 rue de Talleyrand à Reims, en France. Sa mère, Madeleine Jeuge (1925-2011), est née à Nantes, de parents auvergnats. Son père, Jacques Poivre (1922-2018), né à Paris, est représentant en chaussures, directeur de société et engagé dans le Premier régiment de France, au sein de l'Armée d'armistice, sous le régime de Vichy. Il a une sœur, Catherine (née en 1948), et un frère, Olivier (né en 1958, diplomate, écrivain et responsable culturel).
Enfant, il passe les vacances à Trégastel où il a acquis une maison.
Durant son enfance à Reims, Patrick se révèle être un garçon timide, solitaire mais également harcelé par ses camarades à l'école,,. Il déclare que « [ses] seuls amis étaient les livres ». À 13 ans, il est atteint d'« un début de leucémie » et se fait soigner en Alsace. Cette maladie lui inspire à 17 ans l'écriture de son premier roman Les Enfants de l'aube publié bien plus tard, en 1982. En 1962, Patrick Poivre est bachelier à 15 ans,.
Il poursuit ses études à l'Institut d'études politiques de Strasbourg, où il effectue sa première année, profitant ensuite des procédures en place à l'époque pour aller à l'Institut d'études politiques de Paris dont il sort diplômé. Jack Lang, son professeur de droit, se souvient plus tard d'un étudiant « très brillant ».
Il est alors militant des Républicains indépendants, et responsable régional de son mouvement de jeunesse, les Jeunes républicains indépendants (JRI) dont il a fondé la branche en Champagne-Ardenne.
Parallèlement, il étudie le russe, le polonais et le serbo-croate aux Langues O dont il ne sort pas diplômé ce qui ne l'empêchera pas d'entrer chez France Inter quelques années plus tard.
Il est critique de cinéma pour Valeurs actuelles sous le pseudonyme d’Alexis d’Orgel et publie pour son parti des éditoriaux dans le quotidien L'Union. Courant 1969, Michel Poniatowski, secrétaire général de la Fédération nationale des républicains indépendants (FNRI), intervient sans succès auprès de Michel Bassi, chef du service politique du Figaro pour le faire embaucher. Il est présenté au même moment à Valéry Giscard d'Estaing par le président des Clubs Perspectives et réalités Charles-Noël Hardy.
En septembre 1969, âgé de 22 ans, il intègre finalement le Centre de formation des journalistes (CFJ) pour devenir journaliste, directement en deuxième année, grâce à une équivalence avec l'IEP de Paris, puis en est diplômé l'année suivante. À l'école, il porte la cravate, revendique ses opinions , se lie d'amitié avec Franz-Olivier Giesbert et critique avec ironie les références à Jaurès.
C'est à cette époque qu'il ajoute à son patronyme, « Poivre », le pseudonyme « d'Arvor », emprunté à son grand-père maternel, Jean-Baptiste Jeuge (1883-1970). Commerçant originaire du Puy-de-Dôme, il est poète à ses heures et écrit sous le nom de plume « Jean d'Arvor ». Auteur de poèmes nationalistes et religieux, il rédige également quelques nouvelles érotiques d'où sa décision d'opter pour un pseudonyme. Le vieil homme a initié son petit-fils à l'écriture et est mort quelques mois plus tôt. Le futur journaliste aime les noms à rallonge, « car souvent les héros ont des noms à particule […] donc Patrick Poivre d'Arvor ça sonne bien pour un héros» précise son ami Armand de Rendinger. Mais le principal intéressé justifie ainsi son choix : « J'ai décidé […] de porter son nom de plume pour que son souvenir ne disparaisse jamais. »
Alors qu'il est encore étudiant au CFJ, il apparait en une du mensuel France moderne no 350 de mars 1970, le journal de la FNRI, dont il a été élu vice-président,. Il a accueilli en janvier 1970 à Reims un comité directeur où Michel Poniatowski, opposé comme lui à Charles de Gaulle lors du référendum de 1969, a fustigé le gouvernement.
Il quitte les Jeunes républicains indépendants en 1971, année de son recrutement par France Inter.

## Carrière

### France Inter (1971-1974)
Le 25 janvier 1971, à 23 ans, il fait ses débuts à la radio, sur France Inter en présentant un reportage sur l'Île Maurice. La même année, il est lauréat du concours radiophonique organisé dans le cadre de l’émission « Envoyé spécial » de Pierre Wiehn à France Inter, pour avoir rapporté des Philippines une interview exclusive de madame Marcos. Il gagne ainsi le droit d'exercer à la radio à l'ORTF pendant un an. Il y commence sa carrière de journaliste sous la direction de Roger Gicquel. Il est chargé des journaux du matin et de la revue de presse.

### Antenne 2 (1975-1984) et retour sur France Inter (1979-1981)
En 1975, il entre à la rédaction d'Antenne 2 où il devient chef adjoint du service « politique intérieure », puis chef du service « politique, économique et social ».
Le 16 février 1976, il effectue un premier remplacement en tant que présentateur du journal télévisé de 20 heures d'Antenne 2, le temps d'un week-end. Le 15 août de la même année, le directeur de la chaîne Jean-Pierre Elkabbach le choisit pour être le rédacteur en chef adjoint du journal télévisé de 20 heures et présenter en alternance (trois jours chacun) avec Daniel Bilalian et Didier Lecat. En 1977, il est le présentateur unique du journal et rédige un livre, "Mai 68-Mai 78", qui fait connaître une photo encore jamais publiée de Daniel Cohn-Bendit, excepté dans l'autobiographie de ce dernier en 1975. Dans ce livre "Mai 68-Mai 78" paru l'année suivante, PPDA gomme son passé de droite en racontant s'être « nourri de l’encre des journaux » vendus « au carrefour Saint-Germain/Saint-Michel » et « avoir commencé à aimer le métier (…) en rôdant autour des voitures-radios » en Mai 68. Le 10 octobre 1979, il présente son journal depuis la place Tian'anmen à Pékin, en Chine, une première mondiale. Il devient également grand reporter. De 1979 à 1981, il est éditorialiste de la rubrique « Humeur du jour » sur France Inter à 7 h 45[réf. nécessaire].
À partir d'octobre 1981 il doit partager la présentation du journal de 20 heures d'Antenne 2 avec Christine Ockrent (en alternance une semaine sur deux). En 1982, pour la première fois de son histoire, le journal de 20 heures d'Antenne 2 devance celui de TF1 en nombre de téléspectateurs. Lorsque Christine Ockrent est nommée rédactrice en chef du journal d'Antenne 2, il préfère partir et présente son dernier journal le 28 juillet 1983. Il part s'isoler en Bretagne, à Trégastel dans la maison de son enfance. À partir de 1983, il travaille pour la presse écrite, notamment dans Le Journal du dimanche ou en page 2, il réalise un portrait d’une personnalité pendant sept ans, ainsi qu’à Paris-Match, Le Point, Lire, Le Nouvel Observateur, Géo, Le Figaro Magazine, Entreprendre, et Vogue. Il présente Sautes d'humeur sur France 3 Bretagne en 1984.
En 1983, PPDA anime avec Jacqueline Alexandre une émission hebdomadaire d'information aux consommateurs, À nous 2, diffusée sur Antenne 2 pendant trois ans jusqu'en 1986.

### Canal+ (1984-1985) et RMC (1986-1987)
En 1984, il quitte la chaîne Antenne 2 pour rejoindre la nouvelle chaîne Canal+ lancée en novembre 1984 pour animer l'émission quotidienne Tous en scène, diffusée jusqu'en 1985 de 18h30 à 20h puis le matin, à la place de la case Le 7/9 de Michel Denisot lequel reprend l'avant-soirée avec son émission « Zénith » sur la tranche « en clair » de 19 à 20 heures. En 1986, il fait un rapide passage sur la station de radio RMC où il est éditorialiste dans la matinale jusqu'en 1987. Patrick Poivre d’Arvor couvre pour Le Journal du Dimanche l’action humanitaire de Daniel Balavoine au cours du Rallye Dakar 1986. Il doit initialement faire partie de l’équipe de journalistes qui vont monter dans l’hélicoptère avec Thierry Sabine, François-Xavier Bagnoud, Yann Arthus-Bertrand, Jean-Luc Roy et Patrick Chêne. Il laisse finalement sa place dans l’hélicoptère a sa consœur Nathalie Odent pour prendre un avion en provenance de Bamako. Il aurait donc pu être une victime de l’accident d'hélicoptère du rallye Dakar 1986.

### TF1 (1986-2008)

#### À la folie pas du tout(1986-1987)

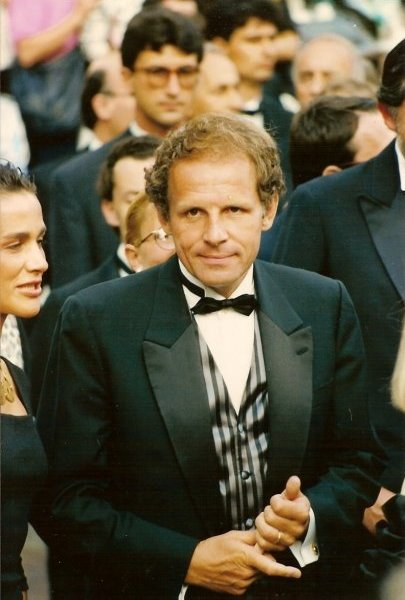
Patrick Poivre d'Arvor au festival de Cannes 1990.

En 1986, Patrick Poivre d'Arvor rejoint TF1, présidée par Hervé Bourges, pour présenter l'émission dominicale À la folie pas du tout jusqu'en 1987. L'émission devient À la folie, toujours diffusée le dimanche, pendant la saison 1987-1988.

#### Le journal de 20 heures de TF1 et émissions d'information (1987-2008)
En 1987, TF1 est privatisée et, à partir du 6 avril, sous le contrôle de Francis Bouygues. Le président-directeur général de TF1 Patrick Le Lay et son vice-président Étienne Mougeotte remarquent PPDA et l'installent, le 31 août, à la place de la journaliste Marie-France Cubadda, aux rênes du journal télévisé de 20 heures, qu'il présente du lundi au jeudi. Bien que courtisé par d'autres chaînes, notamment La Cinq, il reste sur TF1. En moins d'un an, le journal de la chaîne redevient le plus regardé de France devant celui d'Antenne 2, réunissant jusqu'à 10 millions de téléspectateurs. Il est relayé le week-end par Bruno Masure d'août 1987 à 1990, Ladislas de Hoyos en 1990-1991 et Claire Chazal d'août 1991 à juin 2008.
En 1989, il devient également directeur délégué à l'information de TF1 sous la direction de Patrick Le Lay (PDG de la chaîne depuis le 23 février 1988) et du vice-président Étienne Mougeotte. Il présente également en direct les soirées électorales de TF1 (élections présidentielles, législatives, régionales, européennes, référendums, etc.) souvent avec Claire Chazal. Ils sont entourés de spécialistes, de journalistes et de sondeurs et reçoivent des personnalités politiques.
En 2000, il est nommé vice-président de la nouvelle chaîne régionale bretonne privée TV Breizh, lancée en septembre par Patrick Le Lay. Il est lauréat du prix Roland-Dorgelès en 2001.
Durant les saisons 2002-2004 à RTL[Passage contradictoire], il présente chaque vendredi soir de 19 h à 20 h le magazine culturel hebdomadaire Invitations, donnant la part belle à des personnes qui ont marqué l'actualité. Durant la saison 2004-2005, l'émission toujours programmée le vendredi débute à 19h15 au lieu de 19h. Il refuse d’être le successeur de Dominique Baudis à la présidence du Conseil supérieur de l'audiovisuel.
Le 14 avril 2005, pendant la campagne pour le référendum sur la Constitution européenne, il interviewe le président de la République Jacques Chirac dans l'émission spéciale Référendum : en direct avec le Président, avec la participation de Jean-Luc Delarue pour France 2, Marc-Olivier Fogiel (France 3) et Emmanuel Chain (M6).
Le 2 mai 2007, il coprésente avec Arlette Chabot le débat télévisé du second tour de l'élection présidentielle entre Nicolas Sarkozy et Ségolène Royal.
Durant ses 21 ans à la présentation du « 20 heures » de TF1, il a interviewé de nombreuses personnalités françaises et internationales issues de divers domaines (cinéma, musique, sciences, politique, chefs d'État, etc.). Il a interrogé, seul ou avec d'autres journalistes, les présidents de la République François Mitterrand, Jacques Chirac et Nicolas Sarkozy. L'interview se transforme parfois en joute verbale : en 1993, il ose demander à Mitterrand s'« il a bien été le sherpa de son Premier ministre Édouard Balladur », et se fait férocement remettre à sa place par le chef d'État : « Je vous reconnais bien là. Il n'y a pas de doute, la marque de fabrique, ça ne change pas chez un homme ». Jacques Chirac, s'offusquant d'une question du journaliste sur l'immunité présidentielle, lui rétorque en 2000 : « Votre question dérape vers une certaine insolence ». Dans une interview avec Claire Chazal le 20 juin 2007, il fait remarquer au président Sarkozy qu'il a semblé, lors du sommet du G8, « un peu excité, comme un petit garçon dans la cour des grands », cette pique rendant Nicolas Sarkozy furieux.
L'éviction de Patrick Poivre d'Arvor du journal télévisé est annoncée le 8 juin 2008 et confirmée le lendemain. Il présente son dernier journal télévisé de 20 heures le 10 juillet 2008, citant William Shakespeare (« ce qu'on ne peut éviter, il faut l'embrasser »), et est remplacé à partir du 25 août 2008 par Laurence Ferrari (Harry Roselmack ayant assuré la transition pendant un mois et demi)},. Patrick Poivre d'Arvor, qui avait l'intention de continuer à présenter le journal télévisé jusqu'en 2012, affirme alors que « cette éviction n'[est] pas journalistique[réf. nécessaire] », insinuant par là que son interview de Sarkozy en 2007 n'y serait pas étrangère. En 2017, dans le documentaire de France 2 Un jour, un destin consacré à PPDA, Patrick Le Lay parle d'« une faute » du journaliste lors de l'interview sans pour autant expliquer les raisons de son éviction.
Sa rémunération à TF1 s'est élevée à près de 100 000 euros par mois, auxquels s'ajoutent alors 150 000 euros bruts par an au titre d’une clause d'exclusivité.

#### Émissions littéraires:Ex-libris(1988-1999), puisVol de Nuit(1999-2008)
En 1988, parallèlement au 20 heures, Patrick Poivre d'Arvor obtient de TF1 de présenter une émission littéraire en dernière partie de soirée, Ex-libris, qui devient le 16 octobre 1999 Vol de nuit. À la suite de son éviction du journal télévisé, son émission Vol de Nuit est arrêtée et le dernier numéro a lieu le 16 juin 2008 ; l'émission Au Field de la nuit de Michel Field la remplace quatre mois plus tard, en octobre. Lors de la création de la chaîne d'information en continu LCI par le groupe TF1 en 1994, il anime également l'émission littéraire Place au livre qui est arrêtée en même temps. Il quitte définitivement le groupe TF1.

### RTL, Paris Match, France Télévisions, Arte, France Soir, Radio Classique et CNews
En septembre 2008, Patrick Poivre d'Arvor revient à RTL en intervenant régulièrement en tant que polémiste dans On refait le monde . En octobre 2008, il devient parrain de l'émission Qui l'a lu, sur Gulli,.
Il devrait parallèlement réaliser de « grandes interviews tout au long de l'année avec des personnalités de divers horizons » pour l'hebdomadaire Paris Match.
De janvier 2009 à mai 2012, Patrick Poivre d'Arvor présente sur France 5 La Traversée du miroir, une émission hebdomadaire d'interview de deux personnalités d'une durée de 52 minutes.
À partir de février 2009, il anime sur la chaîne franco-allemande Arte six numéros de L'avis des autres, un magazine mensuel de géopolitique de deux heures diffusé en première partie de soirée, durant laquelle un panel de vingt-sept téléspectateurs (neuf Français, neuf Allemands, neuf représentants d'autres pays européens), interroge différents invités.
De mars 2010 à janvier 2011, il tient un billet dans le quotidien France-Soir,.
À partir du juin 2011, il présente Une maison, un écrivain, une série documentaire sur France 5. En mai 2022, à la suite d'accusations de viols et agressions sexuelles le visant, France Télévisions annonce retirer la voix du journaliste de son magazine,.
À partir de décembre 2011, il anime Place publique, un magazine de société, sur France 3.
Depuis mars 2012, il anime sur La Chaîne parlementaire, une émission mensuelle, Thèmes de campagne, devenue en octobre 2012 Place aux idées, diffusée jusqu'en juin 2013.
À partir d'avril 2012, il anime, avec Arnaud Poivre d'Arvor, Flash-Back sur France 3 en première partie de soirée, un magazine dans lequel ils revisitent en images des événements passés.
Patrick Poivre d'Arvor est le président du jury de la 16e édition du festival du film de télévision de Luchon du 12 au 16 février 2014.
Depuis janvier 2014, il anime tous les soirs une nouvelle tranche d'information à Radio Classique entre 19 h et 20 h.
Fin novembre 2015, il est placé en garde à vue et interrogé dans le cadre de l'affaire Aristophil, affaire d'escroquerie en bande organisée.
Depuis février 2017, Patrick Poivre d'Arvor est sur CNews (anciennement I-Télé) pour animer une émission littéraire intitulée Vive les livres et participe avec Rachid Arhab à l'émission de décryptage de l'actualité + de recul présentée par Virginie Chomicki.
En juin 2018, Radio Classique annonce que Patrick Poivre d'Arvor est remercié pour la prochaine saison.

## Émissions en tant que présentateur

### Journaux télévisés
- 1976-1983 : Le journal de 20 heures (Antenne 2)
- 1987-2008 : Le journal de 20 heures (TF1)

### Émissions régulières
- 1983-1986 : À nous 2 (Antenne 2)
- 1984-1985 : Tous en scène (Canal+)
- 1986-1987 : À la folie pas du tout (TF1)[réf. souhaitée]
- 1987-1988 : À la folie... (TF1)
- 1988-1999 : Ex-Libris (TF1)
- 1990-1994 : Le Droit de savoir (TF1)[réf. souhaitée]
- 1994-2008 : Place au livre (LCI)
- 1999-2008 : Vol de nuit (TF1)
- 1998 : Droit de cité (TF1)[réf. souhaitée]
- 2000 : Répondez-nous (TF1)[réf. souhaitée]
- 2005 : Référendum : en direct avec le Président (en simultané sur TF1, France 2, France 3 et M6)
- 2007 : 2007 Le Débat, coanimé avec Arlette Chabot (TF1 et France 2)
- 2007 : J'ai une question à vous poser (TF1)
- 2008-2009 : Qui l'a lu (Gulli)
- 2009 : L'avis des autres (Arte)
- 2009-2012 : La Traversée du miroir (France 5)
- 2010 : Globe de Cristal (Virgin 17)
- 2011-2018 : Une maison, un écrivain (France 5)
- 2011-2012 : Place publique (France 3)
- 2012 : Flash-Back (France 3)
- 2012 : Thèmes de campagne (LCP)
- 2012-2013 : Place aux idées (LCP)
- 2014-2018 : La tranche d'information de 19h/20h (Radio Classique)
- 2017 : + de recul (CNews)
- 2017-2021 : Vive les livres (CNews)
- 2019- : Vu de France (LN24)[62].

## Situation personnelle

### Famille
La base de données Roglo le fait descendre de Hugues Lepoivre, établi au XVIIe siècle à Fouquières-lès-Lens dans le Pas-de-Calais. Ce dernier est le fils d'Alexandre Lepoivre (1650-1715), originaire de Meurchin — également dans le Pas-de-Calais — et de Marie-Jeanne Thedrez. Il s'agit des plus lointains ancêtres connus de PPDA. La famille Poivre n'a aucun lien avec celle du botaniste lyonnais Pierre Poivre (1719-1786) — malgré les déclarations du « journaliste ».
Celui-ci se dit également « Breton d'origine et de cœur » ; il donne des prénoms bretons ou d'inspiration bretonne à deux de ses filles : Solenn et Morgane. Pourtant, le premier ascendant d'origine bretonne que compte le journaliste n'est qu'un arrière-arrière-grand-père, Laurent Kaudren (1850-1884), originaire de Trégastel et employé au Chemin de fer de l'Ouest. Soit un seul de ses ancêtres sur ses seize trisaïeux. La majorité des ascendants de Patrick Poivre d'Arvor est, en effet, originaire des départements du Pas-de-Calais, du Puy-de-Dôme, de la Sarthe, de la Côte d'Or, de la Creuse et de l'Allier.

### Vie privée
En avril 1971, Patrick Poivre épouse Véronique Courcoux (1942-2023),, institutrice puis mère au foyer, née à Tarbes le 23 avril 1942.
Au début des années 2000, il a une relation de près de trois ans avec l'écrivaine Claire Castillon ; PPDA glisse quelques mots sur sa cadette de trente ans dans son roman La Mort de Don Juan.
Entre 2007 et juillet 2008, il a une relation avec Agathe Borne, qui devient chroniqueuse dans l'émission Vol de nuit qu'il anime alors sur TF1.
Il a eu six enfants avec Véronique Courcoux : Dorothée (née en 1963), Arnaud (né en 1972), Tiphaine (née en 1974 et morte en 1975 de la mort subite du nourrisson), Solenn (née en 1975 et morte par suicide en 1995), Garance (mort-née en 1980), Morgane (née en 1981).
Il a eu un enfant avec Claire Chazal (François, né en 1995).

### Parcours de ses enfants
En 2004, Patrick Poivre, ses enfants Arnaud, Dorothée et Morgane et son frère Olivier déposent une requête en changement de nom auprès des services du garde des Sceaux, afin d'adopter officiellement le nom Poivre d'Arvor — requête satisfaite en septembre 2005, par décret,.
Lors des élections européennes de 2004, sa fille Morgane est en deuxième position sur la liste « L'Ouest au cœur » (divers droite) présentée par Michel Hunault,.

### Biens immobiliers
PPDA possède une maison de vacances dans les Côtes-d'Armor, sur la côte de granit rose à Trégastel, « à un kilomètre du château de Costaérès » comme il le dit lui-même dans une interview accordée à la chaîne bretonne Armor TV, dont il est le parrain.

## Controverses

### Interview truquée de Fidel Castro
Patrick Poivre d'Arvor est accusé de manquer à la déontologie en présentant le 16 décembre 1991 sur TF1 des extraits d'une conférence de presse internationale de Fidel Castro comme étant une interview exclusive accordée par Fidel Castro à TF1. « Une des équipes de TF1 l'a interrogé hier à Cuba » explique Patrick Poivre d'Arvor, mais les plans de coupe mettent en évidence que lui et Régis Faucon ont rejoué les questions de leurs confrères en studio, et les ont insérées après coup dans le film de la conférence de presse.
Le bidonnage est révélé le 2 janvier 1992 par un article dans Télérama, puis argumenté images à l'appui le 25 janvier 1992 dans le Magazine du Fô de Thierry Ardisson avec un sujet du journaliste Pierre Carles incorporant une déclaration de Claudia Nye, journaliste argentine, qui est alors à côté de l'équipe de TF1 précisant qu'ils n'ont posé aucune question durant toute la conférence de presse,.
Dans l'émission Bouillon de Culture intitulée La télévision et les pouvoirs du 18 octobre 1992, Patrick Poivre d'Arvor conteste radicalement les critiques : « On a toujours parlé, moi-même à l'antenne, d'une conférence de presse, où nous avons pu avec Régis Faucon approcher Fidel Castro lors d'une conférence de presse improvisée. Voilà exactement le mot que j'emploie », ce à quoi Bernard Pivot s'inscrit en faux ainsi qu'Albert du Roy en s'appuyant sur une retranscription rigoureuse des propos de Poivre d'Arvor de l'époque évoquant une interview. L'émission Télés Dimanche du 25 octobre 1992 présente un enregistrement réalisé dans les coulisses de Bouillon de culture quelques minutes après la fin de l'émission en compagnie des invités, où Bernard Pivot répondant à la journaliste Pascale Clark (en face de Patrick Poivre d'Arvor, silencieux) fait part de son incompréhension devant l'attitude de ce dernier,.
L'affaire est portée devant le tribunal de grande instance de Paris par une association, TV Carton Jaune, créée par Arnaud Montebourg courant 1992, et un téléspectateur, attaquant le présentateur et la chaîne pour diffusion d'informations falsifiées, mais le tribunal refuse leur droit à agir.
Dans le livre Confessions, Patrick Poivre d’Arvor déclare que « s'il y avait eu faute, le CSA, dont c'est la mission, n’aurait pas manqué de nous convoquer. Cette pseudo affaire est un enchaînement de rumeurs. » Deux ans plus tard, par l'entremise de Gérard Bourgoin, PPDA réalise un long entretien personnel avec Fidel Castro, sans remettre en cause le montage litigieux.

### Interview d'un faux garde du corps de Saddam Hussein
Le 23 janvier 1991, dans un contexte de guerre contre l'Irak, il diffuse dans l'émission Le Droit de Savoir une interview du « capitaine Karim », présenté comme un garde du corps repenti de Saddam Hussein. Devant les protestations de l’ambassade irakienne qui assure que l’homme est alors attaché de presse à Paris et n'a jamais approché Saddam Hussein, Patrick Poivre d’Arvor prétend l'avoir rencontré à Bagdad et avoir été fouillé par lui. Il est pourtant prouvé par la suite que le « capitaine Karim » n'a en fait jamais été garde du corps et n'est qu'un mythomane dont certains médias se sont fait l'écho sans vérifier leurs sources.

### Plagiat
En janvier 2011, Patrick Poivre d'Arvor est accusé par le journaliste Jérôme Dupuis dans l'hebdomadaire L'Express d'avoir plagié, pour écrire son essai Ernest Hemingway, la vie jusqu'à l'excès (éditions Arthaud), l'ouvrage de Peter Griffin Along with youth: Hemingway, the early years, publié en 1985 aux États-Unis par l'antenne new-yorkaise d'Oxford University Press (OUP) et publié en français en 1989 aux éditions Gallimard. Selon l'auteur de l'article, Jérôme Dupuis, quelque 100 pages sur les 414 que compte le livre sont démarquées de la biographie écrite par Peter Griffin,. Patrick Poivre d'Arvor juge ce soupçon de plagiat « très désobligeant » : « je me suis naturellement documenté auprès des nombreuses biographies existantes, au nombre desquelles celle de Griffin me semble la meilleure sur le jeune Hemingway. Mais je n'allais pas lui réinventer une vie ! » Les éditions Arthaud reconnaissent pour leur part une « grosse erreur technique » : « Le texte imprimé, diffusé par erreur à la presse en décembre, était une version de travail provisoire. Elle ne correspond pas à la version définitive validée par l’auteur »,.

## Affaires judiciaires

### Affaire Botton
En janvier 1996, il est condamné en appel dans le procès Michel Noir – Pierre Botton pour recel d'abus de biens sociaux à 15 mois de prison avec sursis et 200 000 francs d'amende. À la suite de cette condamnation, le présentateur est suspendu du JT de 20 heures par TF1 pendant trois mois. Il fait son retour à l'antenne le 1er avril 1996. Dans le livre Confession[réf. nécessaire], Serge Raffy relève qu'un an plus tard, « sans qu’on en trouve le moindre écho dans la presse, cette plainte[Laquelle ?] est alors effacée de son[De qui ?] casier judiciaire par une cour lyonnaise[Laquelle ?] composée de trois magistrats » dont l’un a condamné PPDA.[évasif]

### Procès intenté par TF1
En mai 2009, après une plainte en son nom propre de Nonce Paolini pour « diffamation », Patrick Poivre d'Arvor est condamné par le tribunal correctionnel de Paris à 500 euros d'amende avec sursis ainsi qu'à un euro de dommages et intérêts. Dans une interview au magazine mensuel Bretons en juillet 2008, l'ancien présentateur du 20 heures avait déclaré que Nonce Paolini, nouveau PDG de TF1, avait « installé un système de pointage avec des badges » à son arrivée à la tête de la chaîne, et qu'il avait également mis en place une « police privée chargée de scruter les moindres déplacements » des salariés. Parallèlement, le groupe TF1 porte plainte contre Patrick Poivre d'Arvor auprès du tribunal de grande instance de Nanterre en réclamant 400 000 euros pour « dénigrement ». En novembre 2011, il est condamné par les prud'hommes à verser 400 000 euros de dommages-intérêts à TF1 pour non-respect de sa clause de confidentialité. Cette condamnation est confirmée en appel en octobre 2012. La Cour de cassation la confirme définitivement en janvier 2014.

### Procès pour violation de la vie privée
En 2010, Agathe Borne, son ancienne compagne, l'attaque en justice pour violation de la vie privée dans Fragments d'une femme perdue, publié chez Grasset en 2009. En septembre 2011, il est condamné à lui verser 33 000 euros et à publier, dans deux journaux, un communiqué résumant sa condamnation, à hauteur de quatre mille euros hors taxes par publication ; toute réimpression ou réédition du livre est par ailleurs interdite.

### Accusations de viols, agressions sexuelles et harcèlement

#### Déclenchement
En février 2021, l'écrivaine Florence Porcel dépose une plainte contre Patrick Poivre d'Arvor auprès du parquet de Nanterre, qui entraine une enquête préliminaire pour viols, confiée à la brigade de répression de la délinquance contre la personne (BRDP) de la police judiciaire parisienne. La jeune femme accuse l'ancien présentateur du journal de TF1 de l'avoir violée et agressée sexuellement à plusieurs reprises entre 2004 et 2009. Dans son témoignage, elle pointe « un contexte d'emprise psychologique et d'abus de pouvoir ». Celle-ci aurait envisagé de déposer plainte dès 2009, mais aurait renoncé « par crainte de ne pas être crue au regard du statut de PPDA ».
Patrick Poivre d'Arvor nie fermement ces accusations, dénonçant des « accusations qui ne peuvent être que fantaisistes » et « une dénonciation calomnieuse inspirée par une quête de notoriété inconvenante ». Le journaliste annonce sa volonté de collaborer avec les enquêteurs et son intention de déposer plainte,. Le 3 mars 2021, PPDA est reçu sur le plateau de l'émission Quotidien sur la chaîne TMC. S'exprimant durant une vingtaine de minutes, il se défend en ces termes des accusations portées contre lui par Florence Porcel : « Tout ça parce qu’elle avait un livre à promouvoir, si j’ai bien compris. […] Je n’ai pas demandé d’expertise psychiatrique. […] [C'est] quelqu’un qui [a] construit une passion, apparemment. Une passion, pardonnez-moi de vous le dire, mais non partagée. […] J'ai senti que j'avais un peu troublé cette jeune femme.» Il affirme, catégorique : « Il ne s'est rien passé. ».
C'est après avoir entendu ces déclarations dans Quotidien que la journaliste Hélène Devynck contacte Florence Porcel sur les réseaux sociaux. Le 11 février 2023, au journaliste de Blast David Dufresne, elle reprend ses accusations envers PPDA et justifie ainsi son silence long de plusieurs années : « Aucune d’entre nous, seule, n’aurait eu la chance de se faire entendre […]. Elle aurait été pulvérisée. Comme il l’a fait au début, avec Florence Porcel ; c’est-à-dire [qu'il l'a accusée d'être] folle, menteuse, salope, qui veut de l’argent. »

#### Premiers soutiens et témoignages
Dans des témoignages recueillis par Le Parisien, plusieurs femmes — sous couvert d'anonymat — accusent également le présentateur de comportements pouvant relever de harcèlement ou d'agressions sexuelles, qu'elles qualifient « [d']expériences traumatisantes ». Par la suite, d'autres femmes relatent également leurs témoignages sur Twitter,. Plusieurs personnalités prennent la défense de Patrick Poivre d'Arvor, dont son ex-compagne Claire Chazal et son ancien collègue Jean-Pierre Pernaut. Le 15 mars 2021, Le Monde publie les témoignages de huit femmes présumées victimes de Patrick Poivre d'Arvor, dont trois pour des faits de viol. L'une d'entre elles est Hélène Devynck, journaliste à TF1 au moment des faits ; elle déclare notamment avoir « cédé une fois devant l'insistance » du présentateur. Une autre femme raconte : « J'ai essayé de me débattre doucement et de me dégager en murmurant que je ne voulais pas, que j'avais un petit ami, mais j'étais pétrifiée et je n'ai pas osé le repousser vigoureusement ». Le parquet de Nanterre, chargé de l'enquête, précise que les témoignages « font actuellement l'objet d'un examen attentif, afin de confirmer ou non si ces faits sont prescrits ».
D'après les témoignages, il est alors « impensable de ne pas passer à la casserole » et Patrick Poivre d'Arvor demande à toutes les filles de la rédaction : « Est-ce que t'es en couple, est-ce que t'es fidèle ? », ce qui est même « devenu son surnom ». Ses assistantes voient défiler dans son bureau de nombreuses femmes (étudiantes, stagiaires, collaboratrices ou autres), que, « pour rigoler », elles surnomment alors entre elles « le McDo de Patrick ».

#### Nouvelles plaintes
En mai 2021, deux nouvelles plaintes visent PPDA, l'une pour viol, l'autre pour agression sexuelle.
Après quatre mois d'investigation, huit plaintes et les témoignages de vingt-trois femmes, l'enquête pour viols est classée sans suite parce qu'une grande majorité de ces accusations tombent sous le coup de la prescription tandis que d'autres, dont celle de Florence Porcel, sont rejetées pour « insuffisance de preuves », a indiqué le parquet de Nanterre. Selon Le Monde, un élément matériel fourni par la défense de PPDA a pesé dans la décision du parquet de Nanterre dont le témoignage de Dominique Ambiel, ami et associé du journaliste, qui a affirmé n'avoir assisté à aucune scène de viol le 29 avril 2009 dans le bureau de PPDA (le jour indiqué par Florence Porcel) qu'il décrit comme entièrement vitré et donnant sur le sien. Selon Le Journal du dimanche, c'est le compte rendu de l'examen psychologique de Florence Porcel remettant en cause sa « sincérité » et affirmant qu'elle ne présente « aucun symptôme psychotraumatique » qui a joué dans la décision de la procureure de Nanterre, Catherine Denis. De même, la plainte de PPDA pour « dénonciation calomnieuse » contre Florence Porcel a également été classée sans suite par le parquet, qui a invoqué une « absence de démonstration d'une intention de nuire ».
En juillet 2021, une femme de 49 ans apporte son témoignage sur le viol qu'elle aurait subi lorsqu'elle était âgée de 16 ans en 1988 par PPDA sur son lieu de travail. Les faits étant prescrits, elle déclare ne pas vouloir porter plainte,.
En France, apparaît à cette période un « MeToo médias », quand le quotidien Libération fait sa une du 8 novembre 2021 sur une enquête de huit pages recoupant les accusations de huit femmes pour des faits supposés de viols, agressions, ou harcèlement sexuel, puis une enquête d'Envoyé spécial consacrée également à une autre ex-star des médias, Nicolas Hulot. En mai 2022, Mediapart organise une émission dans laquelle témoignent 20 femmes accusant PPDA de violences sexuelles.
En décembre 2021, trois nouveaux témoignages pour des faits similaires s'ajoutent à la liste. Deux nouvelles procédures judiciaires pour viol sont engagées le même mois.
En septembre 2022, deux nouvelles plaintes ont été déposées contre PPDA devant le parquet de Nanterre. Selon Le Parisien, qui rapporte l'information, les deux plaignantes sont Maïté, une Belge de 49 ans, et Alejandra, une Franco-Argentine de 56 ans. Le 19 avril 2023, le tribunal de Nanterre annonce que trois nouvelles femmes se sont manifestées pour dénoncer des faits de viol et d’agressions sexuelles.

#### Plainte pour dénonciations calomnieuses
Le 26 avril 2022, PPDA porte plainte pour dénonciation calomnieuse contre 16 des femmes l'ayant accusé de violences sexuelles. Il effectue cette plainte 48 heures avant la diffusion du magazine Complément d'enquête, dans lequel il est mis, une nouvelle fois, en cause, par des femmes qui témoignent à visage découvert. Une nouvelle plainte pour viol est déposée contre lui le 28 avril.
PPDA porte plainte pour diffamation publique contre Le Parisien, après que le journal a révélé la plainte de Florence Porcel. En avril 2023, il retire cette plainte.

#### Amplification des témoignages
Depuis des décennies, il était de notoriété publique que PPDA avait des rapports problématiques avec les femmes, ayant un impact négatif sur leur pratique professionnelle à venir.
Le 10 mai 2022, une émission spéciale, intitulée « 20 femmes prennent la parole », est diffusée sur Mediapart. Pendant deux heures trente d'interview, à visage découvert pour la plupart, 20 femmes témoignent de leurs agressions et notamment d'un viol présumé sur mineure.
En juin 2022, les investigations sont étendues aux faits a priori prescrits dénoncés par Florence Porcel, notamment le viol datant de 2004.
Le 19 septembre 2022, le journal Libération publie une enquête incluant de nouveaux témoignages d'accusations de viols et d'agressions sexuelles dans le monde de l'édition dont les écrivaines Margot Cauquil-Gleizes et Bénédicte Martin,. Le nombre de femmes témoignant contre lui est alors de quatre-vingt-dix. Un livre de la journaliste Hélène Devynck, publié le 23 septembre et intitulé Impunité, démontre l'ampleur des faits. L'écrivain Bénédicte Martin dans les médias dénonce l'inaction et l'indifférence de Frédéric Beigbeder, qui était son éditeur en 2003. Il admet qu'il avait connaissance des agissements de PPDA et aurait pris son témoignage à la légère, explosant de rire et considérant cet acte très banal à l'époque comme « un baptême ou un adoubement ». Avec le recul, il déclare « Je suis désolé si je n'ai pas réagi en 2003 comme je le ferais aujourd'hui ». La sociologue Irène Théry estime qu'« avec l’affaire PPDA, nous vivons notre affaire Weinstein ». En octobre, le journaliste Jacques Legros affirme qu' « à TF1, tout le monde était au courant que PPDA aimait les femmes jusqu'à l'excès ». Ces propos font vivement réagir du fait qu'il amalgame l'amour et la prédation sexuelle.
Parallèlement, sa présence dans le jury du Grand Prix du Rayonnement français 2022, organisé sous le haut-patronage d’Emmanuel Macron, suscite l’indignation de la part de personnalités politiques et féministes. Joëlle Garriaud-Maylam, présidente de l’événement, justifie le maintien de PPDA du fait qu'elle a perdu ses mots de passe pour mettre à jour le site et que la page officielle doit être réactualisée « prochainement ». À la suite de cette polémique, l'événement est annulé et reporté.

#### Sérialité et fin de la prescription
Malgré la prescription des faits, les plaintes s'accumulent contre PPDA. En septembre 2022, la cour d'appel de Versailles annule les effets du classement sans suite, en argumentant que si la sérialité des faits était démontrée, cela annulerait la prescription et pourrait faire aboutir l'enquête. La sérialité est un argument juridique qui permet d'enquêter sur des faits prescrits à condition que ceux-ci soient liés à des faits non prescrits impliquant un même auteur, un mode opératoire similaire, et un même profil de victime,. L'application de cette notion juridique constituerait une première en matière de violences sexuelles. Cette possibilité est vécue comme une excellente nouvelle par les victimes, mais suscite le débat pour d'autres personnes. Ainsi, Élisabeth Badinter crée la polémique en critiquant cette possibilité de contourner cette prescription qui impliquerait à considérer les violences sexuelles comme étant des crimes contre l'humanité qui sont imprescriptibles en déclarant « ce n’est pas possible. Il faut être logique : les violences faites aux femmes sont punies, mais enfin est-ce que ce sont des crimes de l’Humanité, il ne faut pas exagérer, c’est même indécent ».
Le 30 septembre 2022, Le Parisien publie les témoignages de deux nouvelles femmes portant plainte contre Patrick Poivre d'Arvor pour des faits de viol en 1992 et 2005. En janvier 2023, le journaliste Romain Verley publie Le Prince noir, un ouvrage enquête, après un an et demi d'investigations, sur les agissements de PPDA pendant des décennies. Une des femmes ayant témoigné demande à être anonymisée, l'éditeur Fayard et l'auteur acceptent cette requête en février pour les rééditions à venir du livre,.
Les 2 et 8 mars 2023, Patrick Poivre d'Arvor est interrogé deux fois en l'espace d'une semaine par les enquêteurs. Il avait déjà été auditionné le 12 juillet 2022, mais les nouveaux témoignages qui ont suivi ont entraîné ces nouvelles auditions.
En avril 2023, trois nouvelles femmes témoignent devant la justice, ce qui relance une seconde enquête préliminaire, qui était en voie de clôture. Les témoignages passent alors au nombre de 22.
En juillet 2023, PPDA fait face pour la première fois à l'une de ses accusatrices, dans les locaux de la Brigade de la répression de la délinquance aux personnes (BRDP). Le total des femmes ayant saisi la justice à cette date est de quarante cinq. La plupart affirment avoir été violées dans le bureau du présentateur, située dans la tour de TF1, après le journal qu'il présentait à 20 heures.

#### Mise en examen
En décembre 2023, PPDA est mis en examen pour viol sur la journaliste Florence Porcel. Les faits reprochés remontent à 2009. Il s'agit de sa première mise en examen. L’enquête est élargie à deux viols et une agression sexuelle dénoncés par trois autres femmes à partir du 28 février 2024. Les faits dénoncés par trois d'entre elles n'étant pas prescrits, le parquet de Nanterre demande aux juges d'instruction d'ouvrir une enquête. En juillet 2024, il est visé par cinq nouvelles informations judiciaires pour viols et viols aggravés. Ces plaintes avaient été classées sans suite pour prescription. Mais les plaignantes ont pu saisir à nouveau la justice en s'appuyant sur le code de procédure pénale permettant de passer par la constitution de partie civile,,.

## Engagements

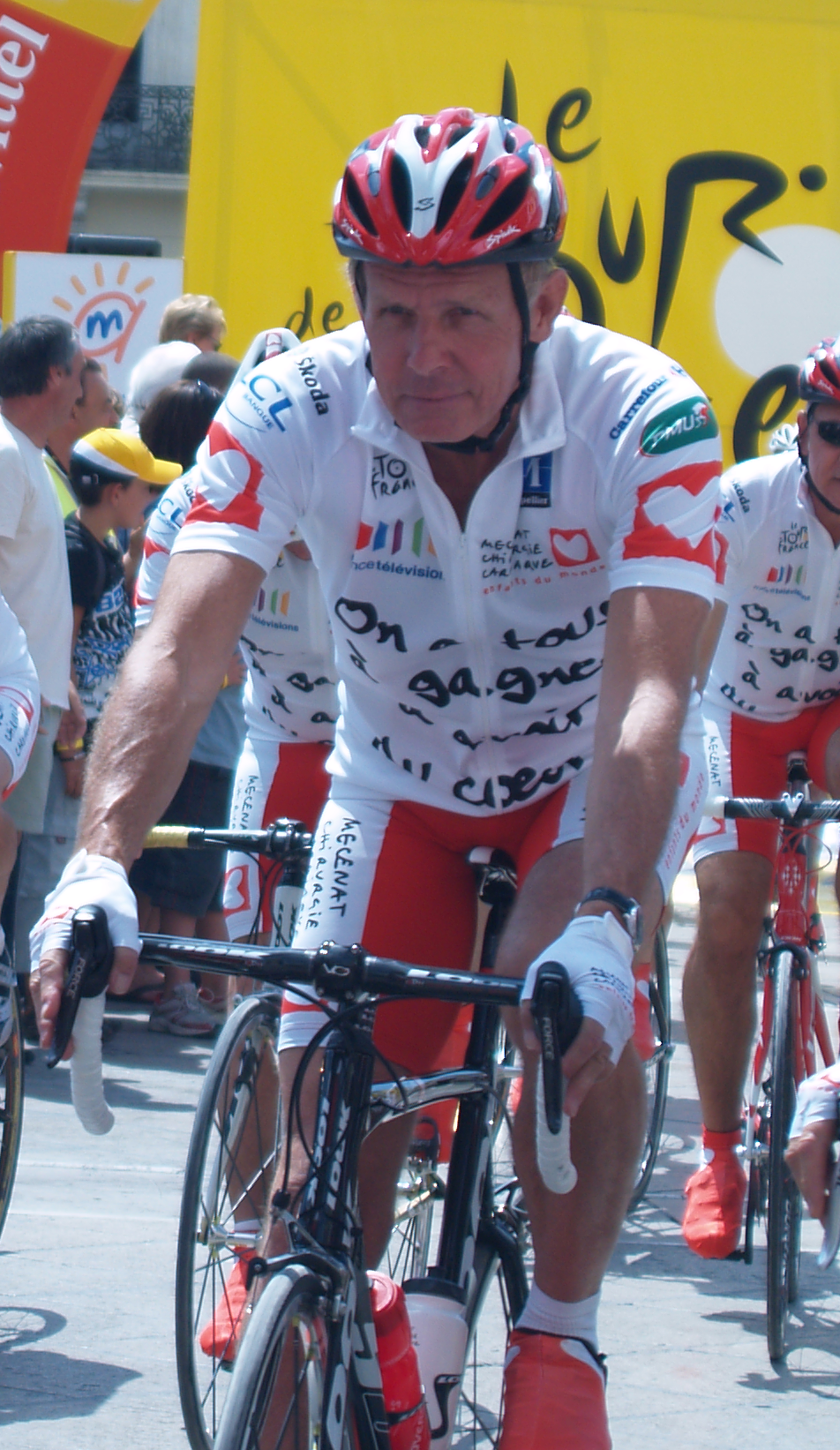
Patrick Poivre d'Arvor, à vélo, lors de l'opération « On a tous un cœur », à Montpellier au cours du Tour de France 2009.

Militant giscardien dans sa jeunesse, il est membre du club Le Siècle, club d’influence rassemblant dirigeants politiques, économiques, culturels et médiatiques français.
Il intervient dans les années 1980 au Comité des intellectuels pour l'Europe des libertés (CIEL), une organisation conservatrice qui s'oppose notamment à François Mitterrand.
Il remporte le rallye de Tunisie en 1984. En 1996, PPDA participe avec Yvan Bourgnon à la Transat Québec-Saint-Malo pendant onze jours. Il participe au marathon de New York en 2001 et 2006. En 2005, il escalade le mont Blanc en compagnie de Gérard Holtz puis le Kilimandjaro en 2012. Il remporte à deux reprises le Trophée des Personnalités à Roland-Garros. Il pratique de nombreux sports (football, rugby, parachutisme, saut à l’élastique entre autres).
En 2006, il participe au théâtre de la Madeleine à la mobilisation en faveur des populations du Darfour. Il parraine un défi sportif de la navigatrice française Maud Fontenoy.
En 2007, PPDA participe avec Sylvie Pinatel à la course Le Grand Parcours sous le drapeau de Reporters sans frontières.
Il est ambassadeur de bonne volonté de l'UNICEF pour la France depuis novembre 2004 et pour les pays francophones depuis 2007,.

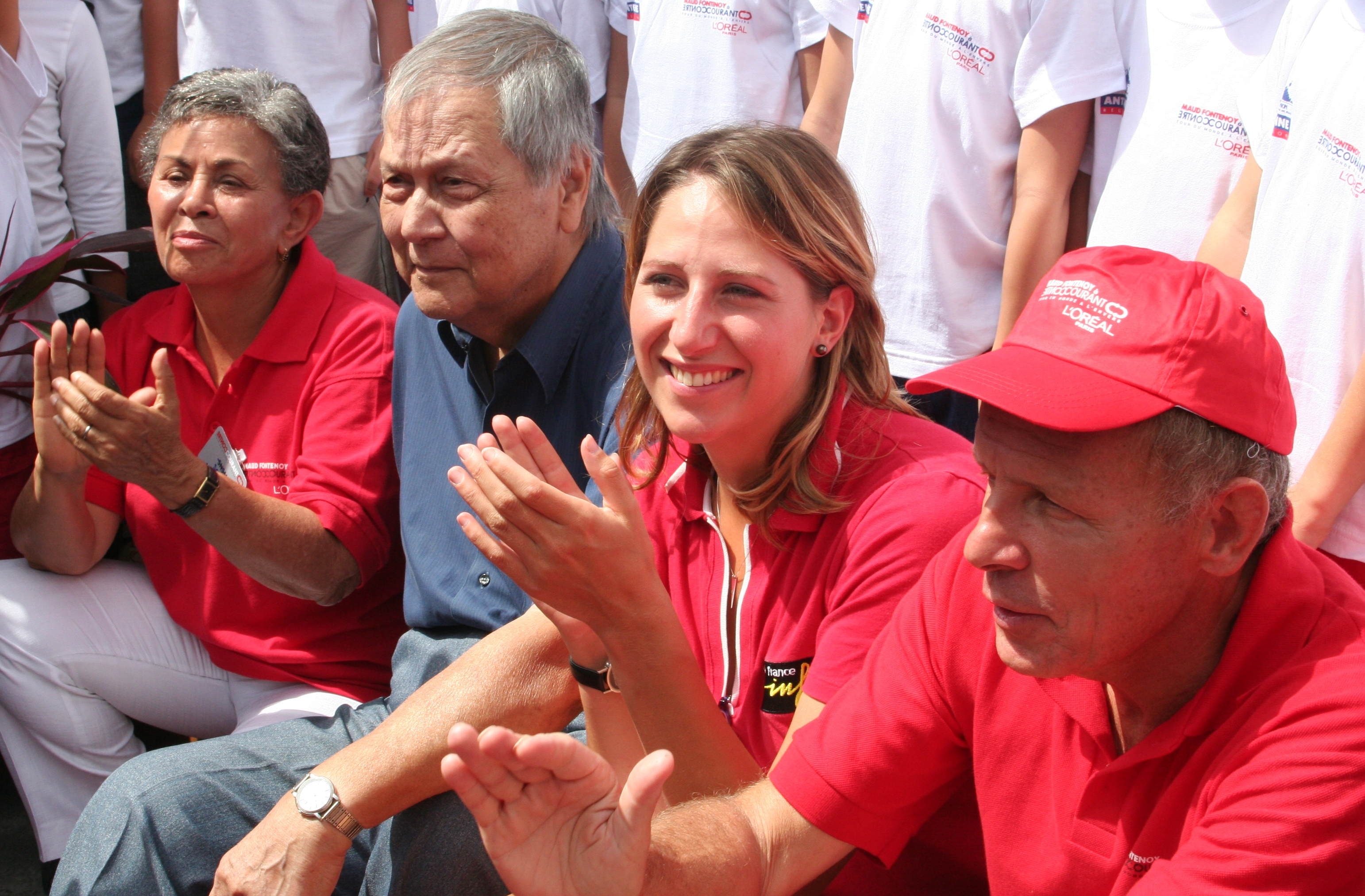
Patrick Poivre d’Arvor et Maud Fontenoy en 2006

En 2008, il est avec Maud Fontenoy, le parrain de la 40e édition de la Course Croisière EDHEC.
En 2009, il participe à l'émission Fort Boyard : son équipe récolte 20 620 € pour le Secours populaire français.
En décembre 2009, il soutient le bus parrainé par la cantatrice Natalie Dessay pour la libération d'Aung San Suu Kyi, figure de l'opposition non-violente à la dictature militaire de Birmanie, prix Nobel de la paix en 1991.
Il est le parrain du musée des lettres et manuscrits de Paris. À la suite des problèmes judiciaires rencontrés par la société Aristophil, le Musée des lettres et manuscrits a fermé en 2015.
En 2017, il devient le parrain de l'école Espérance banlieue à Asnières-sur-Seine et offre un chèque de 50 000 euros à celle-ci, au nom de la Fondation Antoine de Saint-Exupéry pour la jeunesse.

## Distinctions

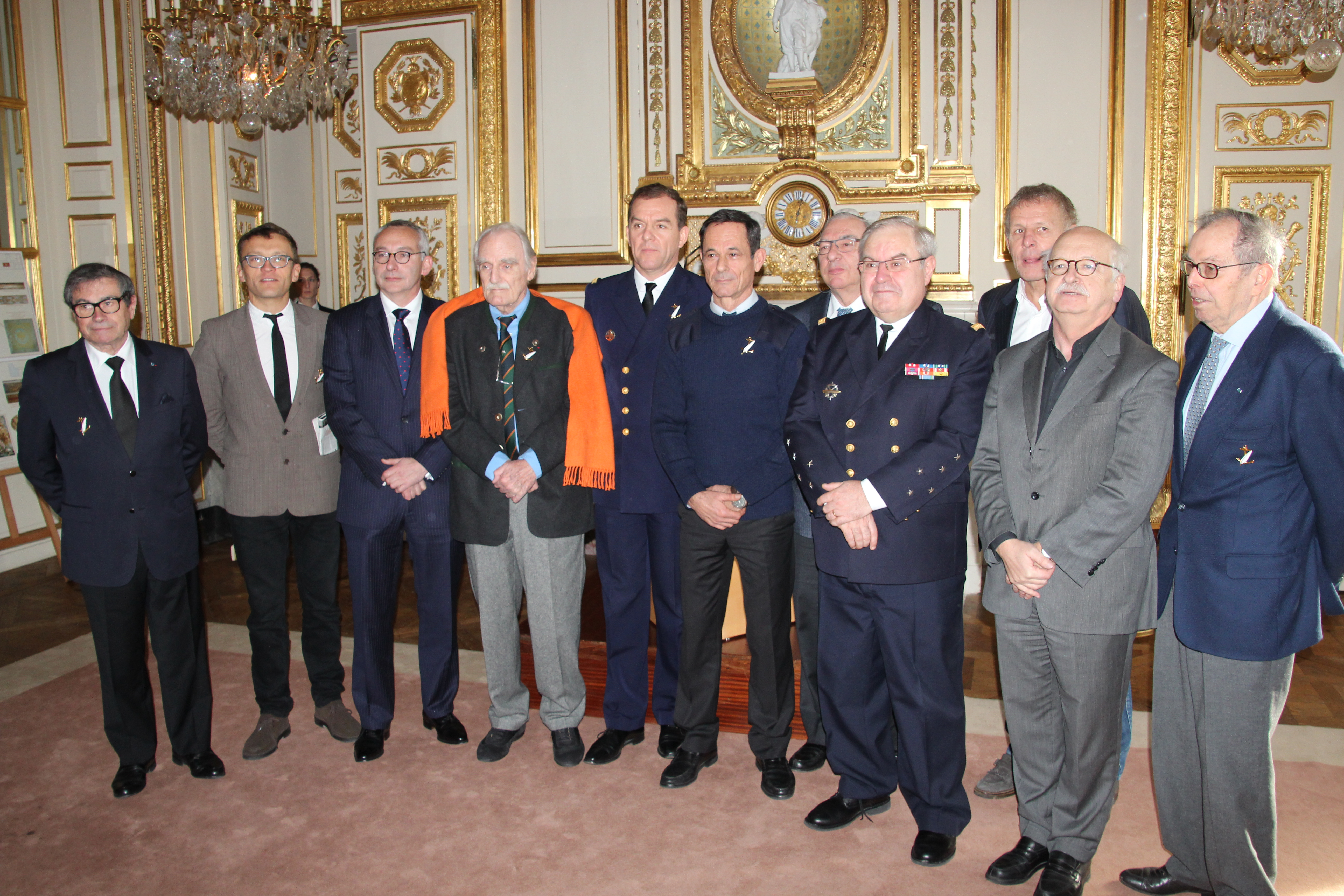
Patrick Poivre d’Arvor et les Écrivains de Marine en 2014

### Jurys
- Il fait partie du jury du prix Marguerite-Duras à partir de sa création en 2001[190].
- En 2011, il est un des membres du jury du prix Françoise-Sagan[191].
- Il fait partie du jury du prix Bretagne, après l'avoir présidé pendant dix ans, du prix Méditerranée, du prix Roger-Nimier, du prix Jean-Luc Lagardère du journaliste de l'année, du prix Maurice-Genevoix.
- Il préside le jury du prix Hervé-Ghesquière[192].
- Il préside le jury du Festival des créations télévisuelles de Luchon en 2014
- Il préside le jury du prix Le Temps retrouvé en 2020.

### Récompenses
En 2001 il est lauréat du prix Roland-Dorgelès.
En 2007, il est élu vice-président de l'association des écrivains de Marine, et a donc, à ce titre le grade de capitaine de frégate de la réserve citoyenne. En 2022, il démissionne des écrivains de Marine, sous la pression notamment du président de l'association, Didier Decoin.
En novembre 2008, Armor magazine lui a décerné le titre de « Breton de l'année ».
Le 26 mai 2011, la rose « Patrick Poivre d’Arvor » a été baptisée lors des journées « jardins, jardin » à Paris.
En avril 2012, Patrick Poivre d'Arvor brigue le fauteuil numéro 40 de l'Académie française mais échoue, ne récoltant que trois voix (selon les tours) sur vingt-cinq votants,. Personne n'est élu ce jour-là.
En juillet 2014, il est intronisé compagnon du Beaujolais lors d'une cérémonie à Villié-Morgon.

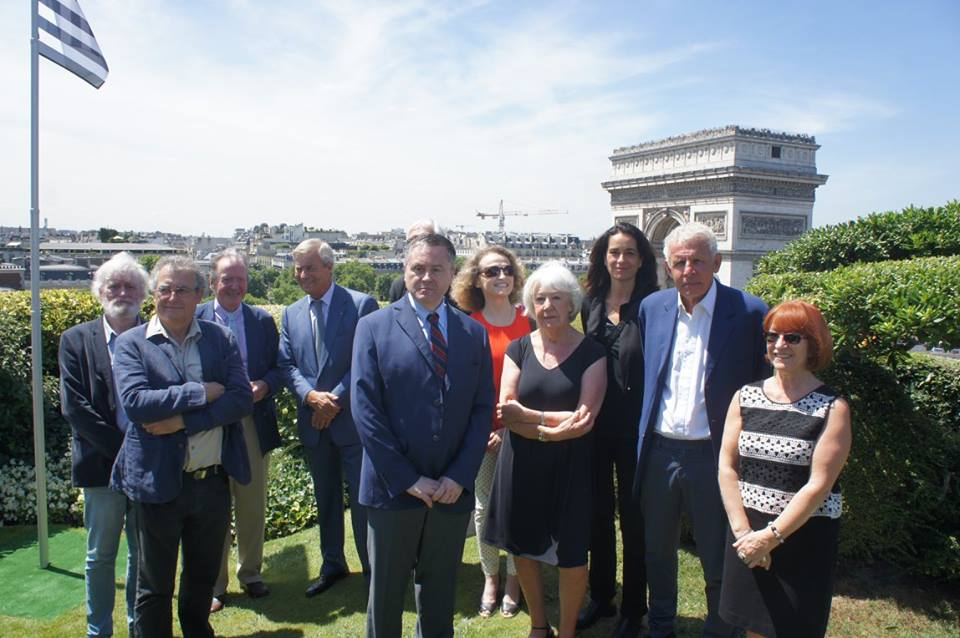
Patrick Poivre d’Arvor et les membres du jury du Prix Bretagne en 2017

### Décorations
En avril 2003, sous la présidence de Jacques Chirac, Patrick Poivre d'Arvor est fait chevalier de la Légion d'honneur. Il est élevé, en mars 2007, au grade de commandeur dans l'ordre des Arts et des Lettres par le ministre de la Culture, Renaud Donnedieu de Vabres. Après avoir été nommé chevalier en janvier 2001, il est promu, en novembre 2009, officier de l'ordre national du Mérite.
- Chevalier de la Légion d'honneur
- Officier de l'ordre national du Mérite
- Commandeur de l'ordre des Arts et des Lettres

## Caricature et critique

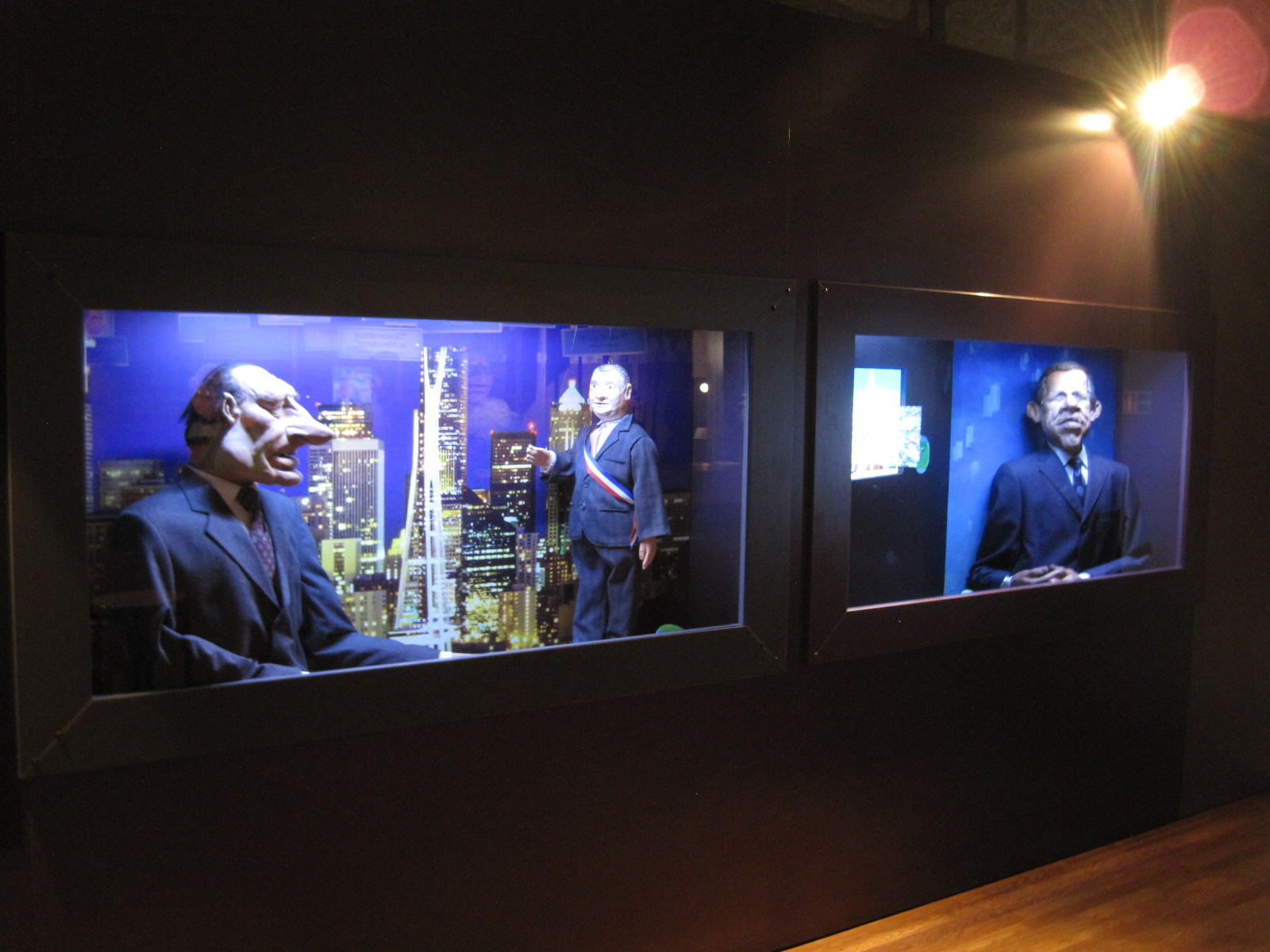
PPD des Guignols de l’info lors d’une exposition de marionnettes à la citadelle de Besançon en 2013

À partir de 1988, sa caricature marionnette, surnommée « PPD » avec une voix imitée par Yves Lecoq, assure la présentation du journal satirique Les Guignols de l'info sur Canal+, d'abord en duo avec la marionnette de Christine Ockrent, puis en solo à partir de 1990. Sa marionnette reste à ce poste plusieurs années après sa propre éviction du journal télévisé. En mars 2009, dans le cadre du 20e anniversaire de l'émission, il présente une émission en personne sur le plateau, à la place de sa marionnette.

## Publications

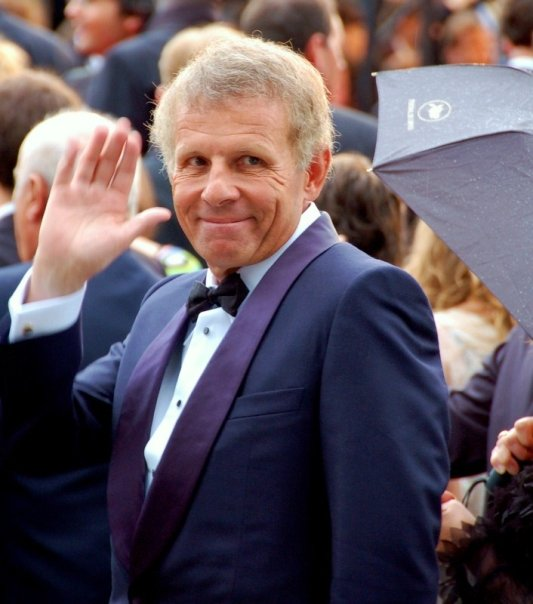
Patrick Poivre d'Arvor au festival de Cannes 2008.

Patrick Poivre d'Arvor est un écrivain prolifique avec une soixantaine d'œuvres littéraires, coécrites pour certaines avec son frère Olivier Poivre d'Arvor. Une partie de son œuvre est d'inspiration autobiographique. Il est auteur de nombreuses préfaces.

### Romans
- Les Enfants de l'aube : (moia bieda) : roman, Paris, éditions Jean-Claude Lattès, 1982, 203 p. (ISBN 2-7096-0148-6)Ce best-seller écrit à 17 ans[203] a été vendu à 1,7 million d'exemplaires et adapté en téléfilm en 2004 (L'Enfant de l'aube de Marc Angelo avec Thierry Lhermitte et Mélanie Thierry).
- Deux amants, Paris, JC Lattès, 1984, 222 p. (ISBN 2-7096-0340-3)
- avec Olivier Poivre d'Arvor, Le Roman de Virginie, Paris, Balland, 1985, 218 p. (ISBN 2-277-22080-9)Prix des écrivains bretons, ce roman épistolaire sur Virginie Poivre d'Arvor, une « sœur fantasmée » jumelle de Patrick, a été retravaillé et réédité en 2004 sous le titre Frères et Sœur[204],[205].
- Les Loups et la Bergerie : roman, Paris, éditions Albin Michel, 1994, 219 p. (ISBN 2-226-06987-9)roman de politique-fiction
- Un héros de passage, Paris, éditions Albin Michel, 1996, 375 p. (ISBN 2-226-08563-7)
- La Fin du monde : roman, Paris, éditions Albin Michel, 1998, 375 p. (ISBN 2-226-10009-1)
- Petit homme : roman, Paris, éditions Albin Michel, 1999, 176 p. (ISBN 2-226-10658-8)
- L'Irrésolu : roman, Paris, éditions Albin Michel, 2000, 385 p. (ISBN 2-226-11670-2)Prix Interallié en 2000
- Un enfant, Paris, éditions Albin Michel, 2001, 183 p. (ISBN 2-226-12608-2)Prix des lecteurs du Livre de poche 2003
- La Traversée du Miroir (trad. de l'anglais), Paris, éditions Balland, 1986, 535 p. (ISBN 2-7158-1416-X)
- J'ai aimé une reine : roman, Paris, éditions Fayard, 2003, 372 p. (ISBN 2-213-61562-4)roman historique d'après l'histoire de La Fayette
- La Mort de Don Juan : roman, Paris, éditions Albin Michel, 2004, 218 p. (ISBN 2-226-15400-0), Prix Maurice-Genevoix
- avec Olivier Poivre d'Arvor, Frères et Sœur, Paris, éditions Fayard, coll. « Littérature française », 19 février 2004, 242 p. (ISBN 2-7158-1482-8)nouvelle version du Roman de Virginie (1985)
- avec Olivier Poivre d'Arvor, Disparaître, Paris, éditions Gallimard, 2006 (ISBN 2-07-077966-1)Ce livre est retenu dans la dernière sélection des prix Renaudot et Femina 2006
- avec Olivier Poivre d'Arvor, J'ai tant rêvé de toi : roman, Paris, éditions Albin Michel, 2007, 257 p. (ISBN 978-2-226-17977-7)Ce livre est retenu en première sélection pour le prix Goncourt 2007.
- Petit Prince du Désert : roman, Paris, éditions Albin Michel, 2008, 114 p. (ISBN 978-2-226-18666-9)
- Fragments d'une femme perdue, Paris, éditions Grasset & Fasquelle, 2009, 292 p. (ISBN 978-2-246-76131-0)Ce livre est retenu en première sélection pour le prix Renaudot 2009
- Rapaces, Paris, Le Cherche midi, 8 mars 2012, 305 p. (ISBN 978-2-7491-2356-1)
- Un homme en fuite : roman, Paris, Éditions Robert Laffont, 2015, 234 p. (ISBN 978-2-221-14676-7)
- La Vengeance du loup, Paris, Éditions Grasset, 2019, 320 p. (ISBN 978-2-246-81809-0 et 2-246-81809-5)
- L'Ambitieux, Paris, Éditions Grasset, 2020, 221 p. (ISBN 978-2-246-82295-0)

### Ouvrages autobiographiques
- Les Femmes de ma vie, Paris, éditions Grasset, 1988, 272 p. (ISBN 2-246-39571-2)
- L'Homme d'image : Un métier, une passion, Paris, éditions Flammarion, 1992 (ISBN 2-08-066802-1)

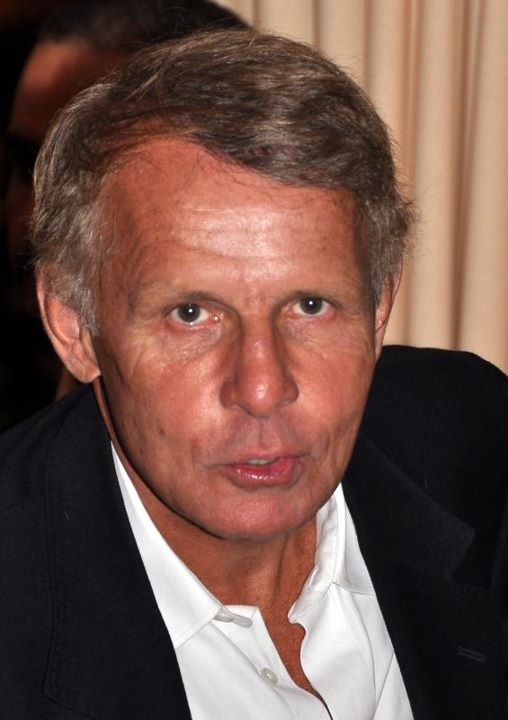
Patrick Poivre d'Arvor en 2011.

- Lettres à l'absente, Paris, éditions Albin Michel, 1993, 154 p. (ISBN 978-2-226-15674-7)à sa fille, Solenn, alors hospitalisée pour anorexie mentale
- Elle n'était pas d'ici, Paris, éditions Albin Michel, 1995, 164 p. (ISBN 2-226-07846-0)à sa fille Solenn, morte en 1995
- Lettre aux violeurs de vie privée, Paris, éditions Albin Michel, 1997, 134 p. (ISBN 2-226-09204-8)
- Conversations Raffy et Serge Raffy, Confessions : conversations avec Serge Raffy, Paris, éditions Fayard, 2005, 280 p. (ISBN 2-213-62438-0)
- Aimer c'est agir : Mes engagements, Paris, éditions Fayard, 2007, 240 p. (ISBN 978-2-213-63264-3 et 2-213-63264-2)
- À demain ! : en chemin vers ma liberté, Paris, éditions Fayard, 2008, 254 p. (ISBN 978-2-213-63850-8)
- avec Nathalie Duplan, Valérie Raulin, et Olivier Poivre d'Arvor, Tenir et se tenir, Paris, Presses de la Renaissance, coll. « Chemin faisant », 2010, 166 p. (ISBN 978-2-7509-0548-4)
- L'Expression des sentiments, Paris, éditions Stock, 2011, 133 p. (ISBN 978-2-234-07181-0)
- Seules les traces font rêver, Paris, éditions Robert Laffont, 2013 (ISBN 978-2-221-11691-3 et 2-221-11691-7).
- Secrets d’enfance, Paris, éditions de l’Archipel, 2019 (ISBN 978-2-8098-1802-4 et 2-8098-1802-9)
- La Bretagne au cœur, Le Rocher, 2020

### Documents et biographies
- Mai 68, mai 78, Paris, éditions Seghers, 1978, 96 p.photographies de l'agence Gamma
- Jean-Pierre Soisson, Patrick Poivre d’Arvor et Patrice Duhamel, La Victoire sur l’hiver, Paris, Fayard, 1978, 159 p. (ISBN 978-2-213-00583-6)
- avec Benoît Gysembergh, Les Derniers Trains de rêve, Paris, éditions Le Chêne, 1986, 135 p. (ISBN 2-85108-720-7)
- Rencontres, Paris, éditions Lattés, 1987 (ISBN 978-2-7096-0589-2)recueil de portraits de personnalités réalisés pour Le Journal du dimanche
- Roland-Garros 1987, Paris, éditions Le Chêne, 1988 (ISBN 978-2-85108-491-0)avec les photos de Yann Arthus-Bertrand et de Gérard Vandystadt
- Jo Séoul 88, Ouest-France, 1988, 128 p. (ISBN 978-2-7373-0260-2)
- avec Éric Zemmour, Les Rats de garde, Paris, éditions Stock, 2000, 110 p. (ISBN 2-234-05217-3)
- avec Olivier Poivre d'Arvor, Courriers de nuit, la légende de Mermoz et de Saint-Exupéry, Paris, éditions Place des Victoires, 2003, 239 p. (ISBN 2-84459-045-4)
- Une France vue du ciel, Paris, 2005 (ISBN 2-7324-3306-3)commentaires de 230 photos du photographe Yann Arthus-Bertrand
- avec Olivier Poivre d'Arvor, Chasseurs de trésors et autres flibustiers, Paris, éditions Place des Victoires Eds, 2005 (ISBN 2-84459-110-8)
- avec Olivier Poivre d'Arvor, Pirates et corsaires, Paris, éditions Place des Victoires Eds, 2005, 235 p. (ISBN 2-84459-075-6)Prix Encre Marine
- avec Olivier Poivre d'Arvor, Coureurs des mers, les découvreurs, Paris, éditions Place des Victoires Eds, 2005 (ISBN 2-84459-058-6)
- en collaboration, Cinq siècles de trésors et d’aventures, Mémoires de la mer, Paris, éditions de l’iconoclaste, 2005, 335 p. (ISBN 2-913366-08-2)
- avec Olivier Poivre d'Arvor, Le Monde selon Jules Verne, Paris, Mengès, 2005, 187 p. (ISBN 2-85620-453-8)biographie
- avec Olivier Poivre d'Arvor, Les Aventuriers du ciel, Paris, éditions Albin Michel, 2005, 37 p. (ISBN 978-2-226-15933-5)
- avec Olivier Poivre d'Arvor, Lawrence d'Arabie : La quête du désert, Paris, Place victoires, 2006, 237 p. (ISBN 978-2-84459-141-8)
- avec Olivier Poivre d'Arvor, Les Aventuriers des mers, Paris, éditions Albin Michel, 2006 (ISBN 978-2-226-17032-3)
- L'Âge d'or du voyage en train, Paris, éditions Le Chêne, 2006 (ISBN 978-2-84277-701-2)
- Lady Di, Paris, Hugo Images, 2007, 160 p. (ISBN 978-2-7556-0164-0)
- avec Olivier Poivre d'Arvor, Rêveurs des mers, Paris, éditions Place des Victoires, 2007 (ISBN 978-2-253-11545-8)
- avec Olivier Poivre d'Arvor, Solitaires de l'extrême, Paris, éditions Place des Victoires, 2007 (ISBN 978-2-84459-165-4)
- Horizons lointains, mes voyages avec les écrivains, Paris, éditions du Toucan, 2008, 191 p. (ISBN 978-2-8100-0056-2)
- avec Olivier Poivre d’Arvor, Le Mystère des Pirates : Frères de sang, frères d'armes, Paris, Éditions Albin Michel, 2009, 40 p. (ISBN 978-2-226-18948-6)
- Patrick Poivre d'Arvor, Stéphane Weiss, et Yvon Boëlle, La Bretagne vue par Patrick Poivre d'Arvor, Paris, Éditions Hugo et Compagnie, coll. « Phare's », 2010, 317 p. (ISBN 978-2-7556-0580-8)
- avec Olivier Poivre d’Arvor, Jusqu'au bout de leurs rêves, Paris, Place des Victoires, 2010 (ISBN 978-2-8099-0109-2)
- Ernest Hemingway, la vie jusqu'à l'excès, Paris, éditions Arthaud, 19 janvier 2011 (ISBN 978-2-08-124497-9 et 2-08-124497-7)
- avec Olivier Poivre d’Arvor, L’Odyssée des marins, Paris, Éditions Robert Laffont, coll. « Bouquins », 2015, 1265 p. (ISBN 978-2-221-11676-0)ce volume contient : Chasseurs de trésors et autres flibustiers ; Pirates et corsaires ; Coureurs des mers, les découvreurs ; Rêveurs des mers ; Solitaires de l’extrême
- en collaboration, Hommage au Belem par les peintres officiels de la Marine et les écrivains de Marine, Paris, Éditions Gallimard, 2016, 191 p. (ISBN 978-2-7424-4567-7)
- Saint-Exupéry, le cartable aux souvenirs, Paris, Éditions Michel Lafon, 2016, 197 p. (ISBN 978-2-7499-2958-3)
- Éloge des écrivains maudits, Paris, Philippe Rey, 5 octobre 2017, 392 p. (ISBN 978-2-84876-640-9)
- avec Olivier Poivre d’Arvor, Héros des mers, Paris, Place des Victoires, 2017 (ISBN 978-2-8099-1512-9)

### Anthologies
- Les Plus Beaux Poèmes d'amour : anthologie, Paris, Éditions Albin Michel, 2004 (ISBN 2-226-07996-3)
- Et puis voici des fleurs, mes poèmes préférés, Paris, éditions Le Cherche-Midi, coll. « Espaces », 5 mars 2009, 482 p. (ISBN 978-2-7491-1389-0)
- Un mot de vous, mon amour : anthologie de mes lettres d'amour préférées, Paris, éditions Le Cherche-Midi, septembre 2010, 304 p. (ISBN 978-2-7491-1623-5)
- avec Olivier Poivre d'Arvor, Je souffre trop, je t'aime trop : Passions d'écrivains, Paris, Éditions du Seuil, coll. « Points », septembre 2010, 191 p. (ISBN 978-2-7578-1650-9)extraits des correspondances de couples mythiques de la littérature française
- avec Olivier Poivre d'Arvor, Entre la mer et le ciel : Rêves et récits de voyageurs, Paris, Éditions du Seuil, coll. « Points », septembre 2010, 173 p. (ISBN 978-2-7578-1760-5)
- avec Olivier Poivre d'Arvor, À la vie, à la mort : Amitiés célèbres, Paris, Éditions du Seuil, coll. « Points », septembre 2010 (ISBN 978-2-7578-2011-7)
- avec Olivier Poivre d'Arvor, À toi, ma mère : Correspondances intimes, Paris, Éditions du Seuil, coll. « Points », septembre 2010, 199 p. (ISBN 978-2-7578-1759-9)
- avec Olivier Poivre d'Arvor, Faut-il brûler ce livre ? : Ecrivains en procès, Paris, Éditions du Seuil, coll. « Points », 2010, 197 p. (ISBN 978-2-7578-1651-6)
- avec Olivier Poivre d'Arvor, Mon cher éditeur : Ecrivains et éditeurs, Paris, Éditions du Seuil, coll. « Points », 2010 (ISBN 978-2-7578-2012-4)
- 100 poèmes incontournables, Paris, Librio, coll. « Poésie », 2010, 143 p. (ISBN 978-2-290-02681-6)
- L'Appel ardent de Jean d'Arvor, Paris, éditions Melis, 24 avril 2011, 128 p. (ISBN 978-2-35210-062-1)recueil de poèmes de Jean d'Arvor, grand-père de PPDA
- Les 100 mots de la Bretagne, Paris, Presses universitaires de France (PUF), coll. « Que sais-je ? », 6 juin 2012, 128 p. (ISBN 978-2-13-058860-3)

### Livres audio
- Bleu de bleu, Vif Argent, 1987
- Mémoires de la mer : de Colbert à Tabarly, édition de l’iconoclaste, 2006lu par Patrick Poivre d’Arvor
- Les Enfants de l'aube, Audiolib, 2010
- Robert-Louis Stevenson, L'Île au trésor, Gallimard, 2016lu par Patrick Poivre d’Arvor

## Filmographie
Patrick Poivre d'Arvor a fait plusieurs apparitions dans des œuvres cinématographiques, interprétant souvent son propre rôle de présentateur du journal télévisé.
En 2019, il est l'invité d'honneur du Festival films courts Dinan (en Bretagne) et présente son premier téléfilm en tant que réalisateur, Mon frère Yves.

### Acteur ou intervenant

#### Cinéma
- 1968 : Les Cracks d’Alex Joffé : un figurant[207].
- 1969 : Jeff de Jean Herman : un figurant[208].
- 1979 : Au bout du bout du banc de Peter Kassovitz : lui-même
- 1979 : La Gueule de l'autre de Pierre Tchernia : lui-même à Antenne 2
- 1982 : L'Indiscrétion de Pierre Lary : lui-même à Antenne 2
- 1985 : Contes clandestins de Dominique Crèvecœur : un journaliste de télévision
- 1986 : Un homme et une femme : Vingt ans déjà de Claude Lelouch : lui-même
- 1990 : Promotion canapé de Didier Kaminka : lui-même
- 1995 : Le Fabuleux Destin de madame Petlet de Camille de Casabianca : lui-même
- 1996 : Hercule et Sherlock de Jeannot Szwarc : lui-même
- 1997 : Assassin(s) de Mathieu Kassovitz : lui-même
- 1998 :  Que la lumière soit  d'Arthur Joffé : Dieu le mégalomane
- 2000 : Stardom de Denys Arcand : un présentateur de télévision français
- 2003 : Les Adieux suspendus de Daniel Le Bras : lui-même
- 2004 : Là-haut, un roi au-dessus des nuages de Pierre Schœndœrffer : lui-même
- 2004 : Les Indestructibles de Brad Bird : un journaliste qui commente en voix off des images d'« actualités » (version française)
- 2004 : Albert est méchant d'Hervé Palud : lui-même
- 2006 : Mon dernier rôle d'Olivier Ayache-Vidal : lui-même
- 2007 : Taxi 4 de Gérard Krawczyk : lui-même
- 2007 : Le troisième œil de Gregory Desarzens : lui-même
- 2008 : La Personne aux deux personnes de Nicolas & Bruno : lui-même
- 2008 : John Rambo de Sylvester Stallone : un journaliste qui commente en voix off des images de la guerre en Birmanie (version française)
- 2009 : Des illusions d'Étienne Faure : lui-même
- 2011 : Le Skylab de Julie Delpy : lui-même dans un reportage d'époque consacré au Skylab
- 2015 : Kickback de Franck Phelizon : lui-même
- 2019 : Toute ressemblance... de Michel Denisot : lui-même

#### Télévision
- 1983 : La Veuve rouge, d'Édouard Molinaro
- 1983 : Secret diplomatique de Denys de la Patellière : le Speaker
- 1988 : Cinéma de Philippe Lefebvre : Damiani
- 2001 : H, saison 2 épisode 18 : lui-même
- 2013 : Le pouvoir ne se partage pas de Jérôme Korkikian : lui-même

#### Documentaires
- 2008 : Empreintes, épisode Patrick Poivre d’Arvor, journal d’un homme pressé, réalisé par Dorothée Poivre d'Arvor (France 5)
- 2017 : Un jour, un destin, épisode Patrick Poivre d'Arvor, le roman de sa vie de Fanny Guiard-Norel ; présentation, voix-off et interview de Laurent Delahousse (France 2)
- 2022 : PPDA - La chute d'un intouchable - Complément d’enquête

#### Parc d'attraction
- 2008 : Dragon Ride, au parc Vulcania : présentation d'un faux JT

### Autres
- 2003 : L'Enfant de l'aube de Marc Angelo - scénario d’après le roman Les Enfants de l'aube de Patrick Poivre d’Arvor
- 2005 : Petit Homme de Benoît d'Aubert - scénario d’après le roman Petit Homme de Patrick Poivre d’Arvor
- 2012 : Mon frère Yves - réalisateur

## Théâtre

### Comédien
- 2016 : Garde alternée de Louis-Michel Colla, Edwige Antier, mise en scène de Hervé Van Der Meulen - Théâtre des Mathurins[209].
- 2018 : Patrick et ses Fantômes, de Normand Chaurette, mise en scène Normand Chouinard, direction musicale Jean-Pascal Hamelin, Casino de Paris[210].

### Mise en scène
En juin 2010, Patrick Poivre d’Arvor met en scène avec Manon Savary l'opéra-comique Carmen de Georges Bizet au château du Champ-de-Bataille dans l'Eure. Il est également présenté de juin à septembre dans différents lieux prestigieux dans le cadre de l'opération « Les opéras en plein air » : au parc de Sceaux, à la cité de Carcassonne, à Perpignan, au mont Saint-Michel, aux châteaux de Chambord, de Vincennes et de Fontainebleau et dans la cour d'honneur des Invalides.
En mars 2010, il créé avec le pianiste Jean-Philippe Collard le récital L'Ame déchirée.
En juin et juillet 2011, il réalise le film Mon frère Yves, d'après le roman Mon frère Yves de Pierre Loti avec Thierry Frémont et Jérôme Kircher, diffusé le 17 juillet 2012 sur France 3.
Depuis 2012, il se produit avec le quatuor Salieri dans le Transsibérien.
Depuis janvier 2013, il créé avec le pianiste Hugues Leclère le récital L'Engrenage.
En août et septembre 2014 il met en scène Don Giovanni avec Manon Savary dans différents sites historiques français (parc de Sceaux, château du Champ-de-Bataille, château de Vincennes, cité de Carcassonne, château d'Haroué, cour d'honneur de l'hôtel des Invalides et château de Fontainebleau), toujours dans le cadre des « Opéras en plein air ».

## Opéra
- 2014 : Un amour en guerre, opéra en quatre actes avec un livret écrit par Patrick Poivre d'Arvor et une musique composée par Caroline Glory, créé le 24 octobre 2014 avec une mise en scène de Patrick Poivre d'Arvor à l'opéra-théâtre de Metz[219],[220]. La distribution est composée de Jacques Blanc qui interprète le chef d'orchestre, Nathalie Manfrino qui interprète Madeleine, Sabine Revault d'Allones qui interprète France, Sébastien Guèze qui interprète Jacques, Jean-Baptiste Henriat qui interprète Antoine, et Antoine Chenuet qui interprète Augustin.

## Pour approfondir

#### Ouvrages
- Bernard Violet, PPDA : biographie, Paris, éditions Flammarion, 2005, 294 p. (ISBN 2-08-068498-1)
- Jacques Asline, Présentateur vedette : Ce qu'on ne vous a jamais dit sur Patrick Poivre d'Arvor et les coulisses du 20 heures de TF1, Paris, éditions Alphée, 2008, 726 p. (ISBN 978-2-7538-0342-8).
- Hubert Coudurier, PPDA, l'inconnu du 20 heures, Paris, éditions Robert Laffont, septembre 1999, 331 p. (ISBN 2-221-08313-X)
- Patrick Le Bel, Madame, monsieur, bonsoir : les dessous du premier JT de France, Paris, Éditions du Panama, 2007, 168 p. (ISBN 978-2-7557-0327-6, BNF 41190779)
- Hélène Devynck, Impunité, Paris, Seuil, 2022, 272 p.
- Romain Verlet, PPDA le prince Noir, Fayard, 2023, 414 p.  (ISBN 978-2213725338)
- Florence Porcel, Honte, Éditions Jean-Claude Lattès, 2023, 204 p. (ISBN 978-2-7096-7016-6)
- Alessandra Fra, PPDA et moi. 2005-2023, Éditions Lazare et Capucine, 2023, 150 p. (ISBN 978-2-4947-7302-8)

#### Articles
- Florent Barraco, « PPDA-Chazal : et TF1 décida de divorcer de son couple star : Épisode 2. Cet été, Le Point revient sur les indéboulonnables de la télé déboulonnés. Cette semaine, la fin de deux journalistes iconiques et glamours. », sur Le Point, 12 juillet 2020

### Radio
- Pierre Philippe Cader (journaliste), « Patrick Poivre d'Arvor se raconte », La Première, Radio télévision suisse « Vertigo »,‎ 9 avril 2013 (lire en ligne [audio]) [lien audio] Interview radiophonique par Pierre Philippe Cader de Patrick Poivre d’Arvor basée sur le contenu de l'ouvrage Seules les traces font rêver. Cf. minutages allant de 00:00 à 26:01, de 30:20 à 38:29 et de 41:58 à 49:45. Durée globale : 49:45.

### Vidéos
- Patrick Poivre d'Arvor sur le site officiel de l'Institut national de l'audiovisuel